# 증산교본부
증산교본부(甑山敎本部)는 보천교 출신의 이상호(李祥昊)가 보천교의 친일에 반발해 세운 증산계 종교이다. 증산도의 창교자 안세찬(安世燦)도 이 교단에 참여하다가 갈라졌다.

## 주요 인물
- 홍성렬